# Zilly
Ne doit pas être confondu avec Zily.
Zilly est un village de la région de l’Est au Cameroun. Localisé dans l'arrondissement de Nguelemendouka, Zilly est à 300 km de Yaoundé.

## Développement
L'association "Happy Zilly" met en œuvre dans le projet «Je reste à Zilly» dont le but est de lutter contre l’exode rural. Une édition de «Vacances vertes et utiles» a été organisée à Zilly en 2015. Le projet axé sur l’organisation d’un tournoi sportif et d'une campagne de santé, la formation des jeunes avec des ateliers thématiques, et la dotation de bourses et de fournitures est soutenu par la ville de Salins. Par ailleurs, la fondation Etoa Eboko Robert organise en partenariat avec l'association Cameroun inter stages un tournoi de football pour les garçons et de handball pour les filles. Ces tournois sont accompagnées de plusieurs activités ludiques comme la dance et les chants, les jeux traditionnels.